# Aktionsplan
Ein Aktionsplan listet einzelne erforderliche Handlungsschritte zur Erreichung von Zielen auf.

## Politik
Als staatliches Politikinstrument verwendet, enthält ein Aktionsplan den Problembeschrieb und den Handlungsbedarf, legt die zu erreichenden Ziele fest, priorisiert sie oder setzt Schwerpunkte und bündelt bestehende oder neue Maßnahmen zur Erreichung dieser Ziele. Ein Aktionsplan wird partizipativ und mittels Einbindung nicht-staatlicher Akteure entwickelt. Mit der Verabschiedung eines Aktionsplans äußern die Akteure öffentlich ihren politischen Willen, die verabschiedeten Maßnahmen innerhalb einer bestimmten Zeit umzusetzen.
Aktionspläne finden sich in allen Politikbereichen und auf internationaler (z. B. Internationaler Aktionsplan zur Frage des Alterns, 1982), europäischer (z. B. EU-Aktionsplan FLEGT, 2002), nationaler (z. B. Nationaler Energieeffizient-Aktionsplan, Österreich, bis 2017; Aktionsplan Queer leben der deutschen Bundesregierung, 2022/2023) und lokaler Ebene (z. B. Aktionsplan für sicheren Fahrradverkehr, Kopenhagen, 2007–2012).

## Bundes-Immissionsschutzgesetz
Nach § 47 Abs. 2 des Bundes-Immissionsschutzgesetzes (BImSchG) bestand ein Aktionsplan aus Maßnahmen, die dazu dienen sollten, prognostizierten oder bereits eingetretenen Überschreitungen von Immissionsgrenzwerten oder Alarmschwellen entgegenzuwirken. Die Werte waren zum Beispiel in der Verordnung über Immissionswerte für Schadstoffe in der Luft (22. BImSchV) festgelegt.
Ein Aktionsplan kann, muss aber nicht als Teil eines Luftreinhalteplans (§ 47 Abs. 1 BImSchG) erlassen werden.
Im Zuge der Änderung des Bundes-Immissionsschutzgesetzes wurde der Begriff „Aktionsplan“ im Zusammenhang mit Luftschadstoffen zugunsten des Begriffs „Plan für kurzfristig zu ergreifende Maßnahmen“ abgeschafft.
Im Zusammenhang mit dem Lärmschutz wurde jedoch der Begriff „Lärmaktionsplan“ aufgrund der europäischen Umgebungslärmrichtlinie beibehalten und in den Jahren 2005 und 2006 mit den §§ 47 a–f des Bundes-Immissionsschutzgesetzes verbindlich gemacht.
Qualitativ kommt hinzu, dass sich Aktionspläne auf Auslöse-, Zielwerte oder Alarmschwellen beziehen können.